# Skót női labdarúgó-ligakupa
A skót női labdarúgó-ligakupa egy labdarúgó-kupasorozat Skóciában, amelyet 2002-ben hoztak létre.

## Döntők
A listán az eddigi összes döntő szerepel.
| Döntő éve | Győztes      | Vesztes   | Eredmény            |
| --------- | ------------ | --------- | ------------------- |
| 2002/03   | Kilmarnock   | 2–0       | Glasgow City        |
| 2003/04   | Kilmarnock   | 3–1       | Glasgow City        |
| 2004/05   | Hibernian    | 6–1       | Raith Rovers        |
| 2005/06   | Kilmarnock   | 3–2       | Glasgow City        |
| 2006/07   | Edinburgh    | 4–1       | Hibernian           |
| 2007/08   | Hibernian    | 4–0       | Queen’s Park Ladies |
| 2008/09   | Glasgow City | 3–0       | Spartans            |
| 2009      | Glasgow City | 3–1       | Hibernian           |
| 2010      | Celtic       | 4–1       | Spartans            |
| 2011      | Hibernian    | 5–2       | Spartans            |
| 2012      | Glasgow City | 5–1       | Spartans            |
| 2013      | Glasgow City | 5–0       | Spartans            |
| 2014      | Glasgow City | 3–0       | Hibernian           |
| 2015      | Glasgow City | 2–1 (hu.) | Hibernian           |
| 2016      | Hibernian    | 2–1       | Glasgow City        |
| 2017      | Hibernian    | 4–1       | Celtic              |
| 2018      | Hibernian    | 9–0       | Celtic              |

| Címek | Csapat               |
| ----- | -------------------- |
| 6     | Glasgow City         |
| 6     | Hibernian            |
| 3     | Kilmarnock           |
| 1     | Spartans (Edinburgh) |
| 1     | Celtic               |

## Lásd még
- Skót női labdarúgó-bajnokság (első osztály)
- Skót női labdarúgókupa

## Külső hivatkozások
- Hivatalos honlap
- Az RSSSF honlapja